# Wellington Regional Stadium
Le Wellington Regional Stadium (connu commercialement sous le nom de Sky Stadium grâce aux droits de parrainage) est un stade de la ville de Wellington en Nouvelle-Zélande, stade consacré essentiellement au rugby à XV et au cricket mais qui peut aussi être utilisé pour d'autres compétitions comme le football où le rugby à XIII.

## Description
Il est situé à un kilomètre au nord du quartier d'affaires, le Central Business District. Il est utilisé principalement par l'équipe de rugby à XV du Wellington RFU qui joue dans le championnat NPC et par les Hurricanes qui disputent le Super Rugby. L'équipe de Nouvelle-Zélande de rugby à XV y dispute aussi des matchs importants, tels que certains matchs du Tri-nations.
Le stade est construit en 1999 et a une capacité de 34 500 places assises. Il remplace alors l'ancien stade de rugby, l'Athletic Park.
Il est surnommé le Cake Tin (en français la boîte à gâteaux) étant donné sa forme géométrique caractéristique.
Il accueille depuis la saison 1999-2000, l'étape néo-zélandaise de l'IRB Sevens World Series (championnat international de rugby à sept).
Le 14 novembre 2009, il accueille le match retour du barrage entre l'équipe de Nouvelle-Zélande de football et Bahreïn qui se solde par la qualification de la Nouvelle-Zélande pour la Coupe du monde de football de 2010.
Lors de son ouverture, l'enceinte sportive est connue en tant que Westpac Trust Stadium, puis Westpac Stadium, conformément au parrainage conclu avec la banque australienne Westpac.
Le stade a également accueilli plusieurs rencontres de rugby à XIII (championnat NRL, matchs internationaux), dont la finale du Four Nations 2014 qui a vu la victoire des néo zélandais sur les australiens par 22 à 18.
Le contrat initial de parrainage avec la banque Westpac prend fin après de 20 ans. À partir du 1er janvier 2020, l'enceinte sportive, connue sous le nom générique Wellington Regional Stadium, est renommée Sky Stadium d'après le groupe télévisuel Sky Network Television ayant conclu le nouveau contrat de parrainage.

## Évènements
- Coupe du monde de rugby à XV 2011
- Coupe du monde de cricket de 2015
- Coupe du monde de rugby à XIII 2017
- Coupe du monde féminine de football 2023
- WXV 1 2023

## Galerie

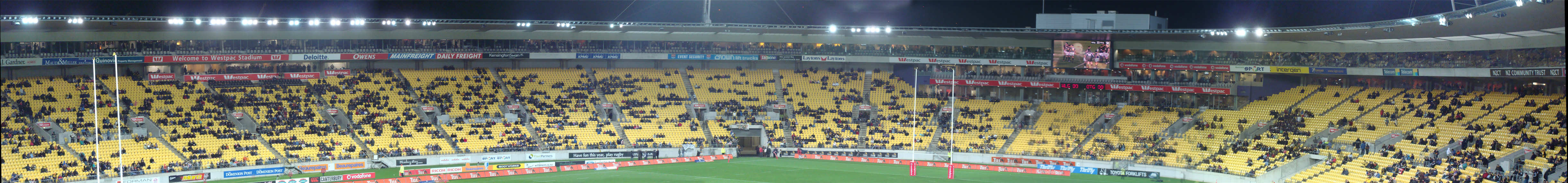
Panorama du Westpac Stadium.

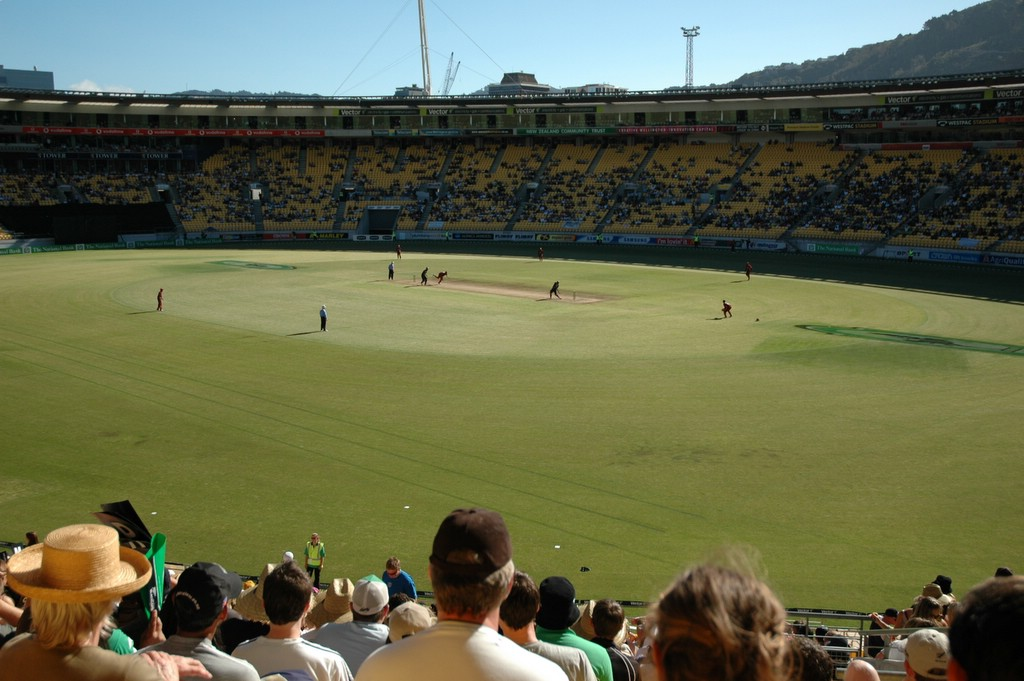
Match de cricket entre Nouvelle-Zélande et Indes occidentales en 2009.
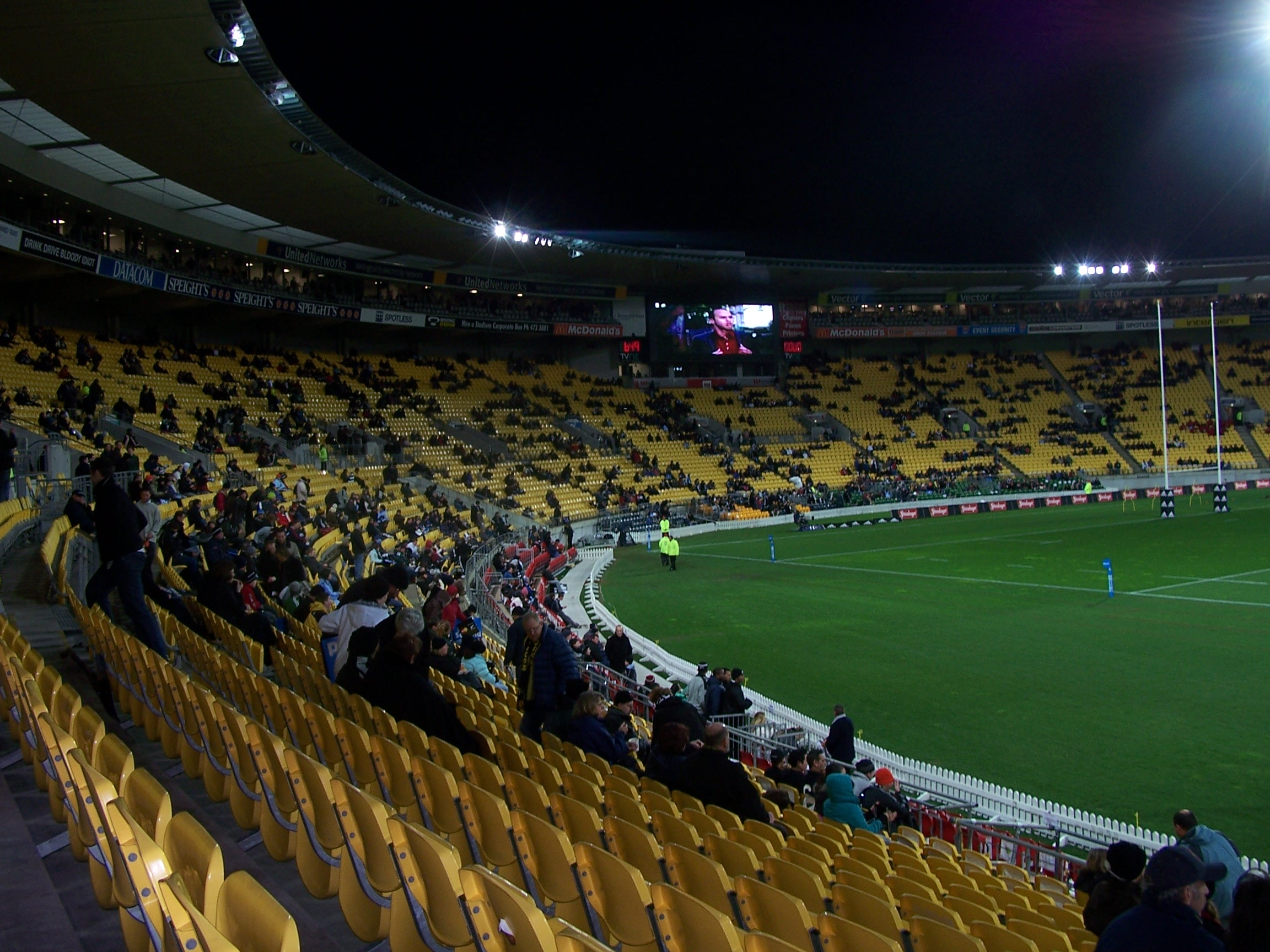
Spectateurs lors d'un match des Tri-nations.
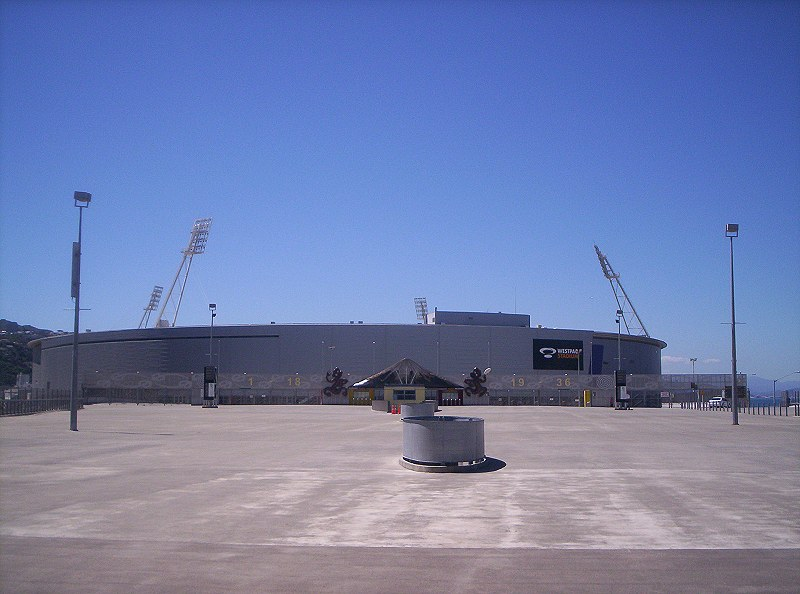
L'entrée du stade Westpac.
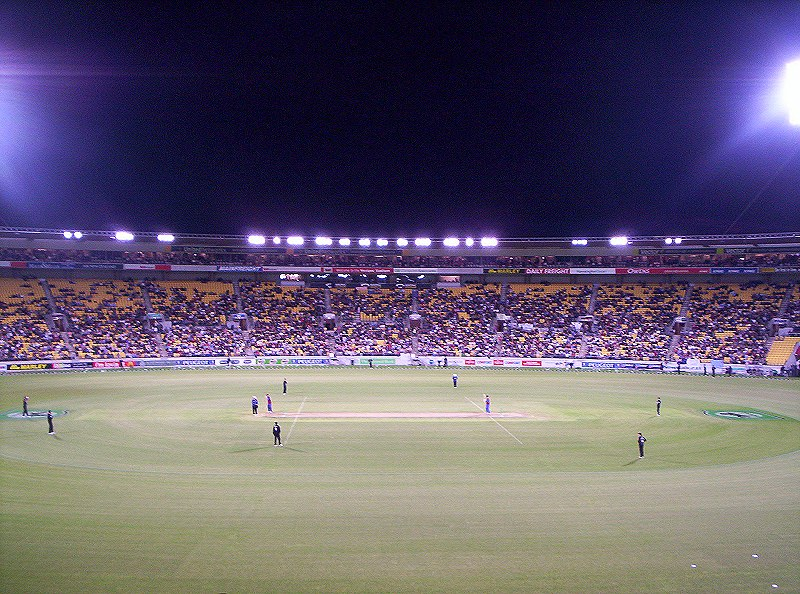
Le Westpac stadium lors d'un match de cricket en janvier 2005.
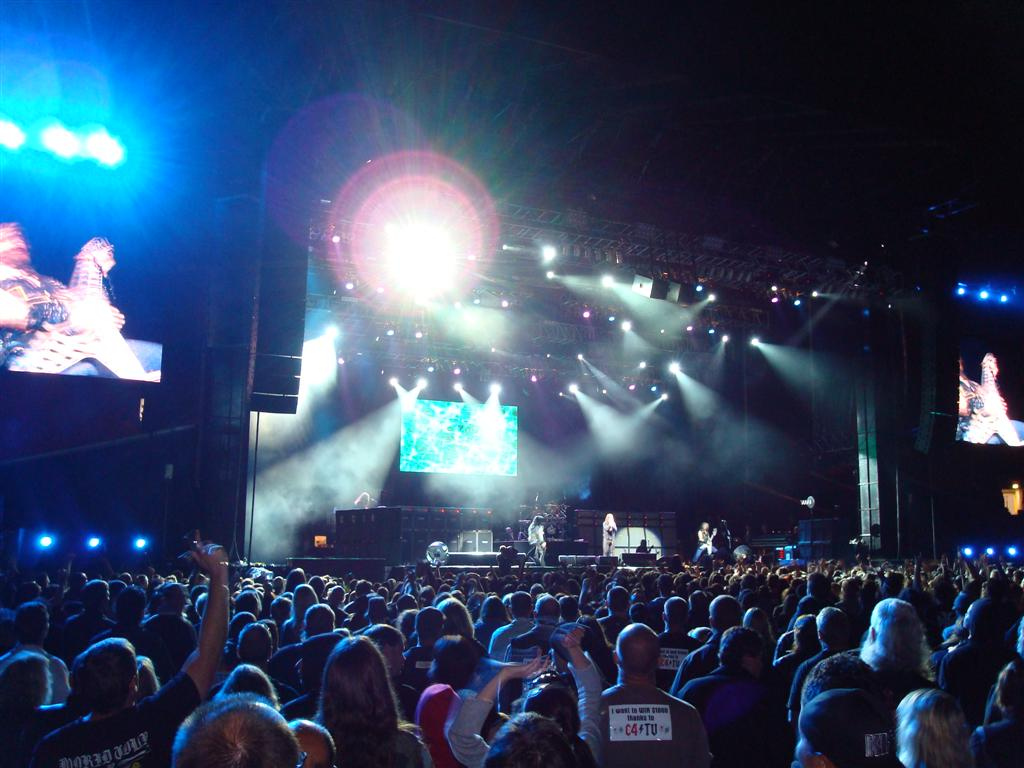
Rock2Wgtn week-end de Pâques2008.